# Henri Diricx
Hendrik Diricx, dit Henri Rie ou Rik Diricx, né le 7 juillet 1927 à Duffel en Belgique et mort le 26 juin 2018 à Jette (Bruxelles) en Belgique,, est un footballeur international belge qui jouait comme défenseur.

## Carrière
Henri Diricx a été affilié à l'Union Saint-Gilloise du 14 décembre 1943 au 27 juin 1961 où il a joué comme arrière 314 matches en Division 1 et a inscrit 24 buts.
Il a été sélectionné dans l'équipe nationale belge à de nombreuses reprises.

## Palmarès
- International A : 58 sélections / 29 caps / 1 but